# Werner Naumann
Werner Naumann (ur. 16 czerwca 1909 w Górze (niem. Guhrau) na Dolnym Śląsku, zm. 25 października 1982 w Lüdenscheid, Niemcy) – sekretarz stanu w Ministerstwie Propagandy Rzeszy Josepha Goebbelsa.
Z zawodu dziennikarz. Od 1928 w NSDAP i SA. Od 1933 radca ministerialny w Ministerstwie Propagandy Rzeszy, osobisty referent Josepha Goebbelsa. Od 1940 członek SS, dowódca LSSAH „Adolf Hitler”. Od 1942 ponownie w Ministerstwie Propagandy, a od 1944 sekretarz stanu ministerstwa.
W kwietniu 1945 w asyście Josepha Goebbelsa częsty gość w bunkrze Hitlera, w testamencie Hitlera wyznaczony na następcę Goebbelsa.
Nocą z 1/2 maja 1945 w tzw. II grupie uciekinierów podjął skuteczną ucieczkę z Berlina, kamuflując swoją tożsamość jako robotnik murarski. Od 1953 prowadził jawną działalność neonazistowską, był m.in. członkiem Niemieckiej Partii Rzeszy (niem. Deutsche Reichspartei).
Zatrudniony później w firmie Busch-Jaeger Elektro GmbH w Lüdenscheid, należącej do niemieckiego koncernu Quandt.